# Holste
Pour les articles homonymes, voir Holste (homonymie).
Holste est une commune de Basse-Saxe, dans l'arrondissement d'Osterholz, en Allemagne.